# Adolfo Natalini
Adolfo Natalini (Pistoia, 10 maggio 1941 – Firenze, 22 gennaio 2020) è stato un architetto italiano.

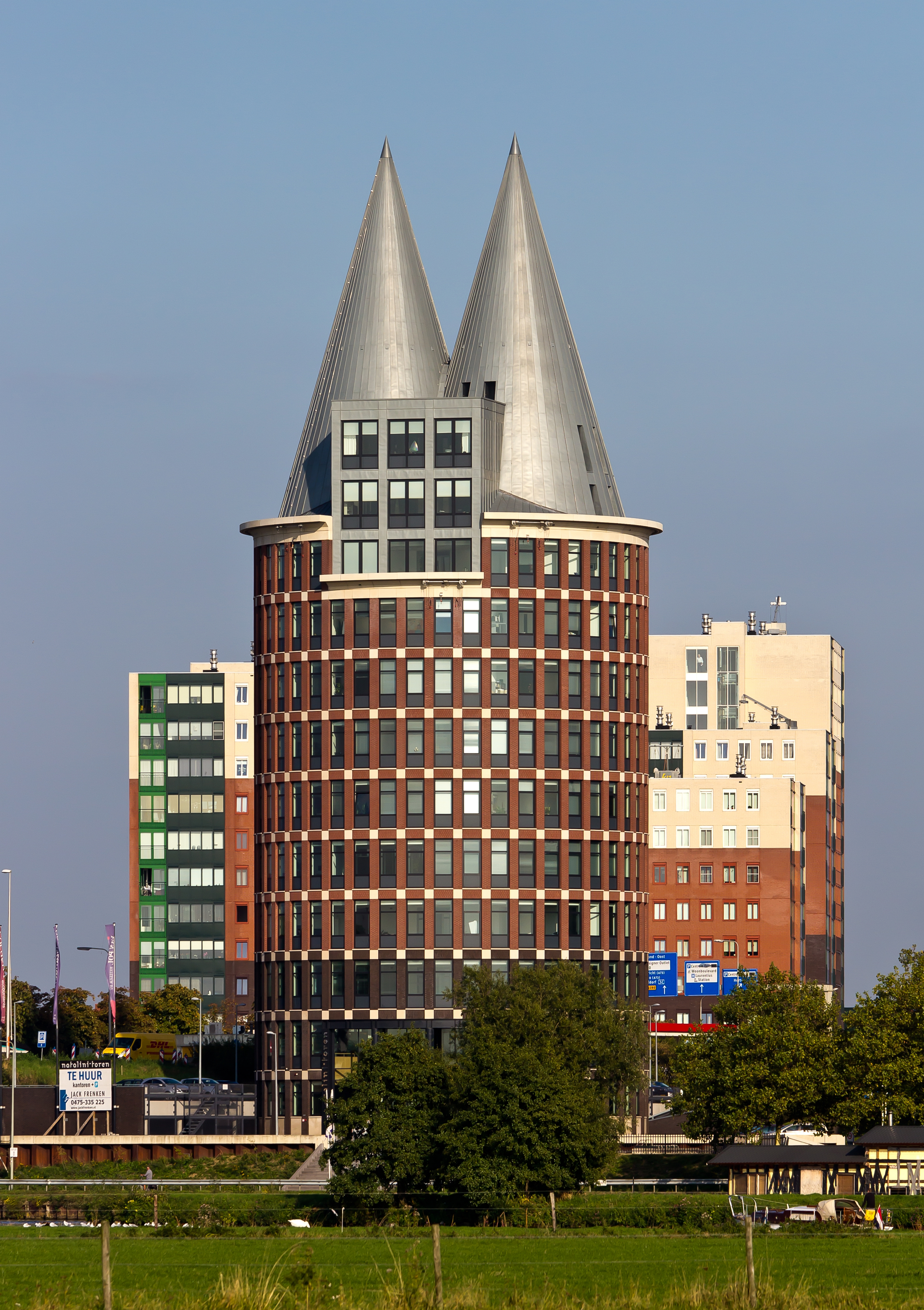
Torre Natalini (Roermond)

Era considerato uno degli iniziatori dell'architettura radicale, di cui tracciò le origini nel nº 10&11 della rivista Spazioarte, curato da Ugo La Pietra..

## Biografia

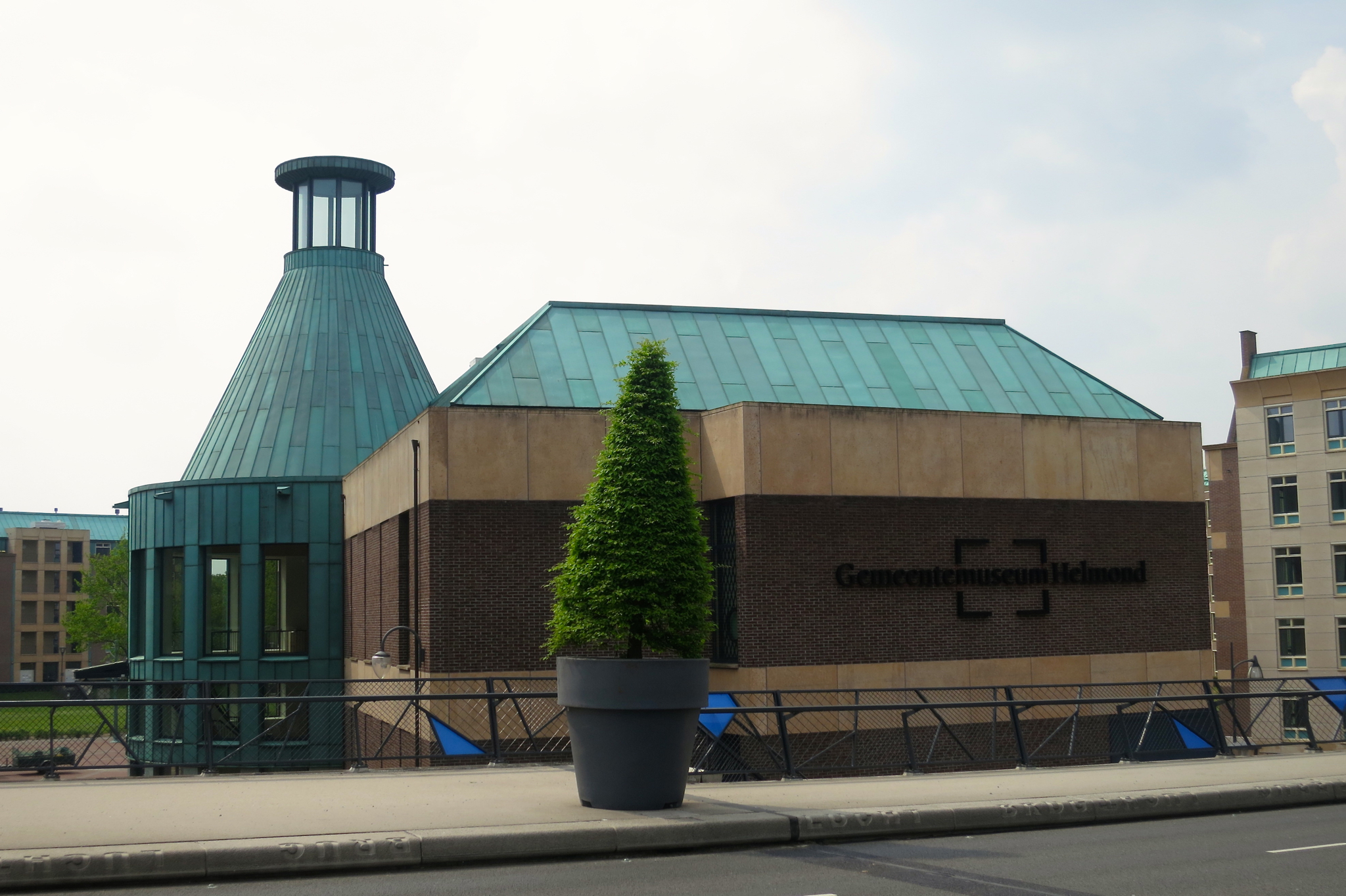
Boscotondo, Helmond

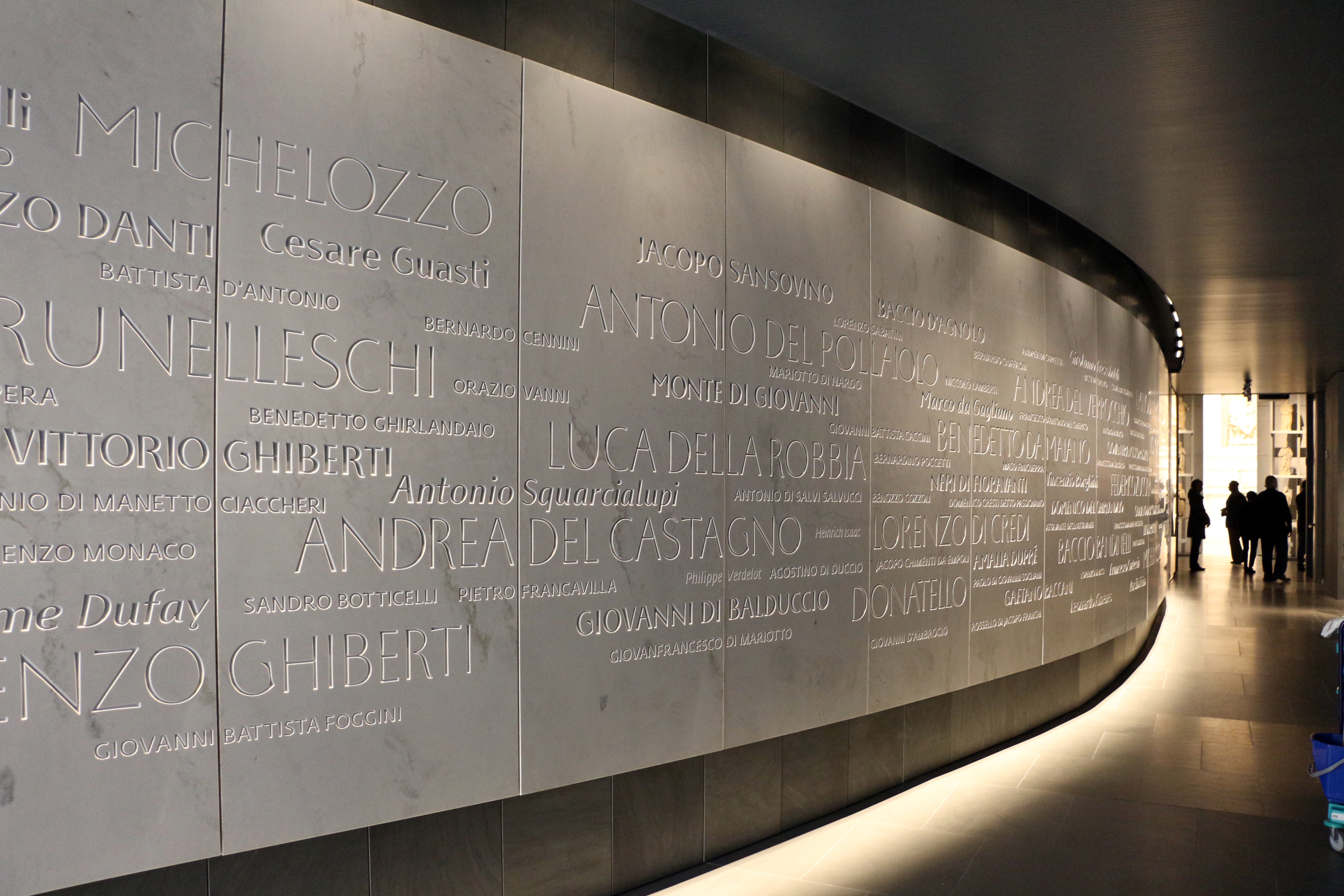
Il nuovo Museo dell'Opera del Duomo a Firenze

Si laureò nel 1966 a Firenze e, nel medesimo anno, fondò il Superstudio con Cristiano Toraldo di Francia, Gian Piero Frassinelli, Roberto e Alessandro Magris e Alessandro Poli.
L'esperienza del Superstudio terminò dopo circa venti anni; i progetti maturati durante quel periodo trovarono ampio risalto sulle riviste specializzate. Opere realizzate e progetti di questa esperienza fanno parte delle collezioni di musei come il Museum of Modern Art a New York, Museo d'Israele a Gerusalemme, il Deutsches Architekturmuseum a Francoforte sul Meno e il Centro Georges Pompidou a Parigi.
Alla fine degli anni sessanta, con Roberto Barni, Umberto Buscioni e Gianni Ruffi fu membro della Scuola di Pistoia.
Fu accademico ordinario nell'Accademico delle Arti del Disegno di Firenze.
Gli viene conferito nel 2006 il premio Leone di Pietra alla 10ª Mostra Internazionale di Architettura di Venezia nella sezione "Città di Pietra" (capogruppo Adolfo Natalini, Enrico Nieri, Lapo Galluzzi, Saverio Pisaniello, Franco Puccetti).
Proseguendo l'attività autonoma, Natalini elaborò una serie di progetti in Italia, Germania e Paesi Bassi.
Docente presso l'Università di Firenze, nel 1991 assieme a Fabrizio Natalini creò lo studio "Natalini Architetti".

## Progetti e realizzazioni

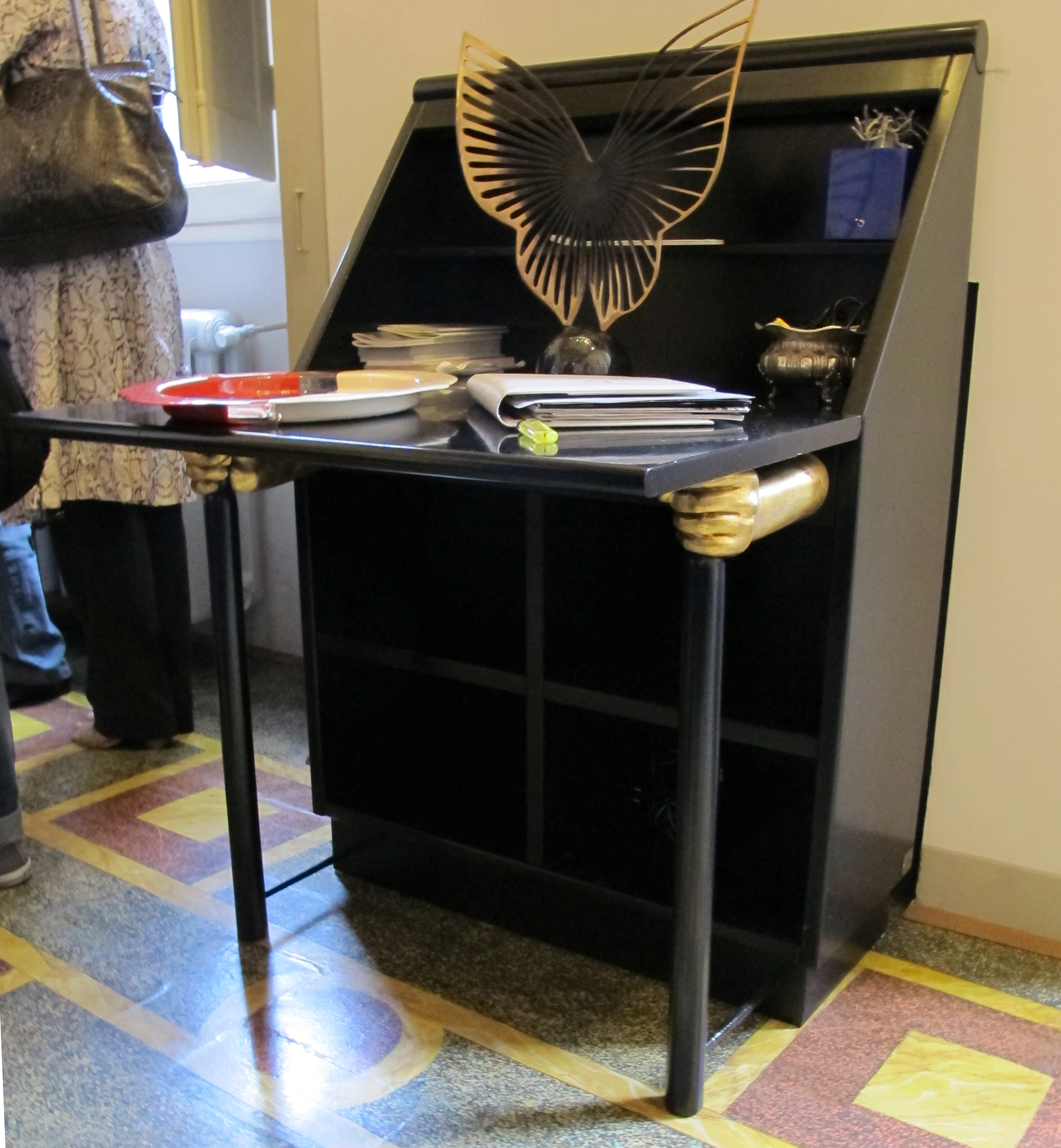
Scrittoio disegnato da Natalini

- Centro elettrocontabile a Zola Predosa, Bologna, 1979-1981
- Centro annonario di Pistoia, 1982-1990
- Teatro della Compagnia a Firenze, 1987
- Completamento del Cimitero monumentale della Misericordia di Antella (FI), 1988-2008
- Concorso per le Scuderie Medicee di Poggio a Caiano, 1991
- Ristrutturazione Museo dell'Opificio delle pietre dure, 1991-1995
- Centro commerciale I Gigli a Campi Bisenzio (progetto architettonico del 1993-1995)
- Facoltà di giurisprudenza e scienze politiche a Porta Tufi, Siena, 1995-2000
- Restauro del Teatro Politeama di Poggibonsi, 1997
- Aula Mariana di Montenero, a Livorno, 1998
- Boscotondo, Helmond, Paesi Bassi, 2000
- Centro commerciale dell'Area ex-Longinotti di Firenze, 2004
- Ampliamento del Museo dell'Opera del Duomo di Firenze, 2009
- Quartiere "Parco Europa" di Cesena (progetto in corso)